# Hagen-Zahl
Die Hagen-Zahl {\displaystyle {\mathit {Hg}}} (benannt nach Gotthilf Hagen) ist eine dimensionslose Kennzahl für erzwungene Strömung. Sie kann als dimensionsloser Druckgradient angesehen werden:
{\displaystyle {\mathit {Hg}}=-{\frac {1}{\rho }}\cdot {\frac {\mathrm {d} p}{\mathrm {d} z}}\cdot {\frac {L^{3}}{\nu ^{2}}}}
mit
- {\displaystyle \rho } Dichte des Fluids
- {\displaystyle {\frac {\mathrm {d} p}{\mathrm {d} z}}} Druckgradient entlang der z-Achse, der die erzwungene Strömung antreibt
- {\displaystyle L} charakteristische Länge
- {\displaystyle \nu } kinematische Viskosität.

Für freie Strömungen gilt
{\displaystyle {\frac {\mathrm {d} p}{\mathrm {d} z}}=g\cdot \rho \cdot \beta \cdot (T_{\mathrm {s} }-T_{\infty })}
mit
- {\displaystyle g} Erdbeschleunigung ({\displaystyle \approx 9{,}81\;\mathrm {\tfrac {m}{s^{2}}} })
- {\displaystyle \beta } Wärmeausdehnungskoeffizient
- {\displaystyle T_{\mathrm {s} }} Temperatur
- {\displaystyle T_{\infty }} Ruhe-Temperatur

sodass für diesen Fall die Hagen-Zahl in die Grashof-Zahl übergeht.